# Ctenicera virens
Ctenicera virens är en skalbaggsart som först beskrevs av Franz Paula von Schrank 1781.  Ctenicera virens ingår i släktet Ctenicera, och familjen knäppare. Arten har ej påträffats i Sverige.